# Enemy at the Gates: The Battle for Stalingrad
Enemy at the Gates: The Battle for Stalingrad és un llibre d'assaig, escrit en anglès per William Craig i publicat el 1973 per Reader's Digest Press i el 1974 per Penguin Publishing. La pel·lícula de 2001 Enemic a les portes va reproduir el títol del llibre i el va utilitzar com una de les seves fonts, però no va ser una adaptació directa de l'obra.

## Crítica
La revista acadèmica Slavic Review criticà el llibre titllant-lo de «divagació i exageració», comparant negativament l'autor amb el propagandista nazi alemany Paul Carell. En canvi, The Washington Post va ser més favorable i el va comparar favorablement amb l'escriptor i historiador Cornelius Ryan.